# Slatina de Criș
Slatina de Criș – wieś w Rumunii, w okręgu Arad, w gminie Dezna. W 2011 roku liczyła 140 mieszkańców. 